# سين جين هو
سين جين هو (الكورية: 신진호) (مواليد 7 سبتمبر 1988) هو لاعب كرة قدم كوري جنوبي يلعب لسول في خط الوسط.

## إحصائيات المسيرة الرياضية
آخر تحديث 1 يوليو 2014.
| أداء النادي    | أداء النادي    | أداء النادي    | الدوري    | الدوري  | الكأس       | الكأس       | كأس الدوري | كأس الدوري | القارة    | القارة  | المجموع   | المجموع |
| الموسم         | النادي         | الدوري         | المباريات | الأهداف | المباريات   | الأهداف     | المباريات  | الأهداف    | المباريات | الأهداف | المباريات | الأهداف |
| كوريا الجنوبية | كوريا الجنوبية | كوريا الجنوبية | الدوري    | الدوري  | كأس الاتحاد | كأس الاتحاد | كأس الدوري | كأس الدوري | آسيا      | آسيا    | المجموع   | المجموع |
| -------------- | -------------- | -------------- | --------- | ------- | ----------- | ----------- | ---------- | ---------- | --------- | ------- | --------- | ------- |
| 2011           | بوهانغ ستيلرز  | الدرجة الأولى  | 2         | 0       | 1           | 0           | 4          | 0          | -         | -       | 7         | 0       |
| 2012           | بوهانغ ستيلرز  | الدرجة الأولى  | 23        | 1       | 4           | 0           | -          | -          | 3         | 0       | 30        | 1       |
| 2013           | بوهانغ ستيلرز  | الدرجة الأولى  | 20        | 2       | 3           | 0           | -          | -          | 5         | 0       | 28        | 2       |
| قطر            | قطر            | قطر            | الدوري    | الدوري  | كأس الأمير  | كأس الأمير  | كأس النجوم | كأس النجوم | آسيا      | آسيا    | المجموع   | المجموع |
| 2013–14        | قطر            | دوري النجوم    | 25        | 4       | 2           | 0           | 4          | 2          | -         | -       | 31        | 6       |
| 2013–14        | السيلية        | دوري النجوم    | 12        | 0       | 0           | 0           | 0          | 0          | -         | -       | 12        | 0       |
| المجموع        | كوريا الجنوبية | كوريا الجنوبية | 45        | 3       | 8           | 0           | 4          | 0          | 8         | 0       | 65        | 3       |
| المجموع        | قطر            | قطر            | 37        | 4       | 2           | 0           | 4          | 2          | 0         | 0       | 43        | 6       |
| المجموع الكلي  | المجموع الكلي  | المجموع الكلي  | 82        | 7       | 10          | 0           | 8          | 2          | 8         | 0       | 108       | 9       |